# Pachylomera opaca
Pachylomera opaca là một loài bọ cánh cứng trong họ Bọ hung (Scarabaeidae).